# Valico di Valcava
Il valico di Valcava (in bergamasco pass de Alcàa) è un valico prealpino posto a 1.340 m di altitudine, che mette in comunicazione la Valle San Martino  con la Valle Imagna. Prende il nome dal paesino di Valcava, che si trova in prossimità del valico sul versante della Val San Martino; per metonimia, talvolta, con "Valcava" si intende anche il valico stesso, e spesso, ma erroneamente, anche tutto il monte.
Dal gennaio 2018 (data in cui Torre de Busi ritornò a far parte della provincia di Bergamo), è il passo più elevato tutto bergamasco ed aperto al traffico automobilistico, superando i ben noti passi di Zambla e della  Presolana.

## Caratteristiche
La strada del versante della Val San Martino è nota agli appassionati di ciclismo per essere una delle salite più difficili della zona. Convenzionalmente il punto d'inizio è fissato al bivio in località San Gottardo (398 m s.l.m.), circa 1 km a valle di Torre de' Busi; esso si può raggiungere (con alcuni tratti di salita) da Calolziocorte o da Cisano Bergamasco. Da qui la salita è lunga circa 11,8 km e valica un dislivello di circa 942 metri, per una pendenza media dell'8%. Il valico è proprio accanto ai ripetitori televisivi; alcune centinaia di metri prima c'è il bivio per Valcava, che si raggiunge con una breve discesa.
Il tratto più difficile, ancora più duro perché arriva dopo diversi km di salita impegnativa (al 7-8%), è il "muro" che inizia a circa 4 km dal valico: subito dopo una curva a destra, la strada sale dritta per 250-300 metri con una pendenza del 18% (annunciata dal cartello stradale prima della curva), prosegue con pendenze meno estreme, ma sempre molto impegnative per circa 2.5 km, con altri tratti al 14% e al 17%, e oltre l'11% di media.
Questa salita è stata affrontata dal Giro di Lombardia in numerose occasioni dal 1986 in poi, e il suo muro ha fatto "vittime" illustri tra cui Laurent Fignon, staccato da Gianbattista Baronchelli. Il record dell'ascesa è stato stabilito da Ivan Gotti in circa 35'.
Dal versante valdimagnino si può salire per Roncola, partendo da Almenno San Salvatore, per Valsecca partendo da Sant'Omobono Terme, o ancora partendo da Medega (contrada di Capizzone); tutte e tre queste strade hanno in comune l'ultimo tratto di circa 4 km, da Costa Valle Imagna al valico. Questo versante è conosciuto dai ciclisti anche come "valico di Ca' Perucchini" (così viene menzionato anche nella segnaletica stradale). Le pendenze non superano l'8-10%; tra Roncola e Costa vi sono tratti pianeggianti. Il tratto da Almenno (partenza dal "Gabbione") a Roncola viene spesso affrontato come cronoscalata durante la Settimana ciclistica lombarda: i migliori corridori impiegano meno di 20'.
Dal versante della Val San Martino, se al bivio 3 km dopo Torre de' Busi si prosegue diritto anziché svoltare a destra, si raggiunge la località Colle di Sogno; anche questa è una salita impegnativa, ma più breve e senza pendenze eccezionali, che presenta i tratti più difficili (circa 10%) nel finale. La strada termina a circa 950 metri di altitudine.
Il passo è infine raggiungibile dalla "direttissima sud", che in 12,2 km percorre i 978 metri di dislivello che separano il cambio di pendenza di via Annunciata di Palazzago dalla meta. La salita inizia subito con qualche ripido strappo tra il 14 ed 17%, vede qualche breve falsopiano prima di raggiungere Burligo e si verticalizza di nuovo fino alla sbarra di Collepedrino. Nel weekend è possibile scavalcare questa sbarra per proseguire la salita nello sterrato della cava Italcementi e raggiungere la destinazione in seguito a qualche ulteriore tornante al 10 - 12%. Una salita piuttosto impegnativa su terreno misto, sconsigliata alle bici da strada e nei giorni infrasettimanali.